# Susan Haskell
Susan Haskell (Toronto, 10 de junho de 1968) é uma atriz canadense. Ela interpretou o papel da Dra. Margaret na novela One Life to Live da ABC. Haskell ganhou dois Daytime Emmy Awards, em 1994 de melhor atriz coadjuvante e em 2009 de melhor atriz principal.

## Filmografia parcial
- One Life to Live como Dra. Margaret "Marty" Saybrooke  (1992–1997, 2004, 2005, 2008–2011)
- Port Charles como Granya Thornhart (2001)
- JAG como Lt. Cmdr. Jordan Parker (1998–2001) (recorrente)
- O Bom Pastor (2006)
- Crossing Jordan como Jane Newman (2004)